# چولو
چُوَلوُ یا چولو لاری یکی از انواع شیرینی‌های ایرانی است. این شیرینی در شهر لار در استان فارس تهیه می‌شود. در تهیه این شیرینی آرد، روغن، شکر و زنجبیل بکار می‌رود.